# Opportunismo

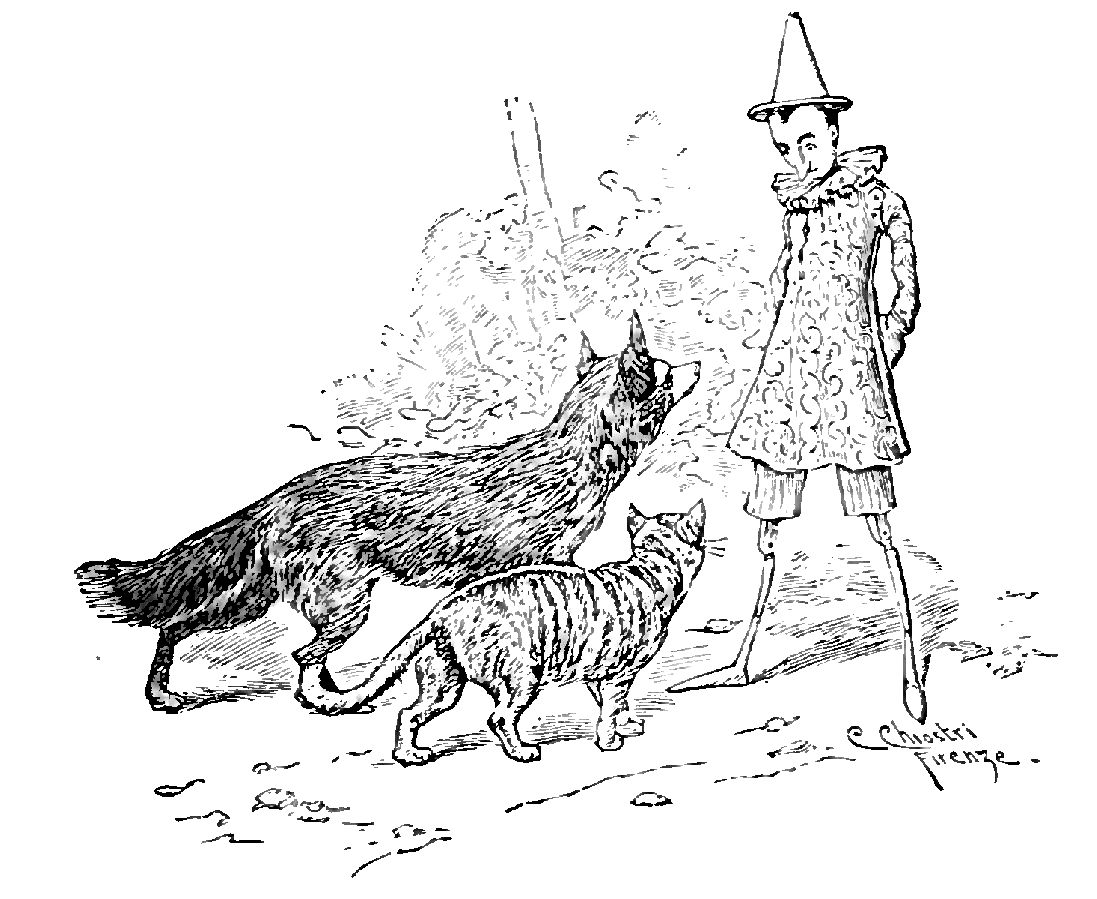
Illustrazione di Carlo Chiostri raffigurante Pinocchio con il gatto e la volpe (1901).

L'opportunismo è la condotta di chi tenta di trarre vantaggio in date circostanze per interesse personale, allontanandosi dai principi morali. Le azioni opportunistiche sono guidate principalmente da motivazioni egoistiche.
È un concetto importante in campi di studio quali biologia, economia dei costi di transazione, teoria dei giochi, etica, psicologia, sociologia e politica.

## In filosofia
Nella sua Etica Nicomachea, Aristotele descrive tre tipologie di amicizia: la prima è fondata sull'utile, la seconda sul piacere, la terza sulla virtù. La prima di esse è riconducibile in qualche modo all'opportunismo ed è pertanto non autentica e superficiale.

## Nelle scienze sociali
L'economista Premio Nobel Oliver Williamson definisce l'opportunismo come un comportamento strategico che si basa su manovre fraudolente o addirittura criminali per ottenere un guadagno particolare. L'opportunismo può quindi manifestarsi attraverso comportamenti o atteggiamenti come la menzogna, la manipolazione, l'imbroglio, la truffa, il furto, la criminalità organizzata o la trasmissione di informazioni false.